# Визоне
Визоне (итал. Visone) је насеље у Италији у округу Алесандрија, региону Пијемонт.
Према процени из 2011. у насељу је живело 826 становника. Насеље се налази на надморској висини од 168 м.

## Становништво
| 1931. | 1936. | 1951. | 1961. | 1971. | 1981. | 1991. | 2001. | 2011. |
| ----- | ----- | ----- | ----- | ----- | ----- | ----- | ----- | ----- |
| 2.112 | 2.026 | 1.900 | 1.550 | 1.236 | 1.300 | 1.201 | 1.160 | 1.257 |